# Mylanodon rosei
Mylanodon rosei és una espècie extinta de mamífers que visqueren durant el Paleocè a Nord-amèrica. Se'l coneix a partir d'un únic fòssil trobat a Wyoming.